# Chiesa di San Pietro (Mineo)
La chiesa di San Pietro è un edificio di culto di Mineo.

## Storia
La chiesa è menzionata per la prima volta in epoca medievale assieme a quelle di Sant'Agrippina e di Santa Maria Maggiore. Nel 1670 fu eretta a Collegiata. Anche questo edificio sacro, come gli altri di Mineo, ha subito nel corso dei secoli rimaneggiamenti e restauri. Fu danneggiata dai terremoti del 1542 e, in maniera gravissima, da quello del 1693. I lavori di restauro durarono fino al 1770. La facciata è stata completata solo nella seconda metà del XIX secolo.

## Descrizione
La chiesa è a croce latina e ha tre navate. Custodisce alcune opera di pregio: la seicentesca statua del Cristo alla Colonna in legno policromo; l'altare in cui essa è custodita ricco di marmi policromi e di una porticina in argento a chiusura del ciborio, mentre nelle pareti laterali risaltano due bassorilievi in stucco raffiguranti il sacrificio di Isacco e Mosè che fa scaturire l'acqua dalla rupe; la monumentale cantoria a fastigio d'organo del settecento, in legno intagliato e dorature d'oro zecchino, il pulpito ligneo intagliato con lacunari dipinti ad olio di fine Settecento e il coro scolpito in noce, gli innumerevoli paramenti sacri e le reliquie.»